# Irenówka
Irenówka (Kolonia Irynówka) – zniesiona część wsi Majdan Górny w Polsce położona w województwie lubelskim, w powiecie tomaszowskim, w gminie Tomaszów Lubelski.
Nazwa z nadanym identyfikatorem SIMC występuje w zestawieniach archiwalnych TERYT z 1999 roku.
W latach 1975–1998 miejscowość administracyjnie należała do województwa zamojskiego.

## Uwaga
Nazwa występuje w Geoportal, na mapie Targeo w tym miejscu jest Kolonia Irynówka, nie występuje w TERYT. Nazwa Irynówka występuje jako nazwa złoża geologicznego.